# Parque das Garças (Manaus)
Parque das Garças é um bairro da zona leste da cidade de Manaus. o Parque das Garças, na verdade, fica dentro do bairro Cidade Nova e é formado pelas ruas Amazén até a Neftaly.
A história do bairro Parque das Garças é fortemente ligada à história do bairro Cidade Nova. Em 1979, devido ao grande crescimento populacional que Manaus ganhava na época com a instalação da zona franca, o poder público realizou o projeto "cidade nova", que construía habitações para as famílias oriundas de outros estados e do interior do Amazonas. O projeto habitacional tinha o propósito de evitar o crescimento de Manaus através de invasões de terras e formação de favelas. Logo, foi construído o bairro "Cidade Nova, projetado para ser o maior bairro da cidade com uma grande área comercial. O propósito foi atingido pelo poder público e com a criação desse bairro bem projetado, foram criados vários bairros próximos a ele, como é o caso do Parque das Garças, além de outros como o Amazonino Mendes e Nossa Senhora de Fátima.

## Transportes
Parque das Garças é servido pelas empresas de ônibus Amazon Líder e Expresso Coroado, que atualmente operam na seguinte linha:
| Linha | Origem                                  | Empresa          | Tarifa  | Principais pontos do trajeto                                                |
| ----- | --------------------------------------- | ---------------- | ------- | --------------------------------------------------------------------------- |
| 043   | Parque das Garças ↔ Terminal 3          | Amazon Líder     | R$ 3,80 | Cidade Nova, Novo Aleixo,                                                   |
| 461   | Parque das Garças ↔ Terminal 2 ↔ Centro | Expresso Coroado | R$ 3,80 | Novo Aleixo, Cidade Nova, Tiradentes, Coroado, Aleixo, Cachoeirinha, Centro |

## Dados do bairro
- População: 3.736 moradores.